# Toxisches Megakolon

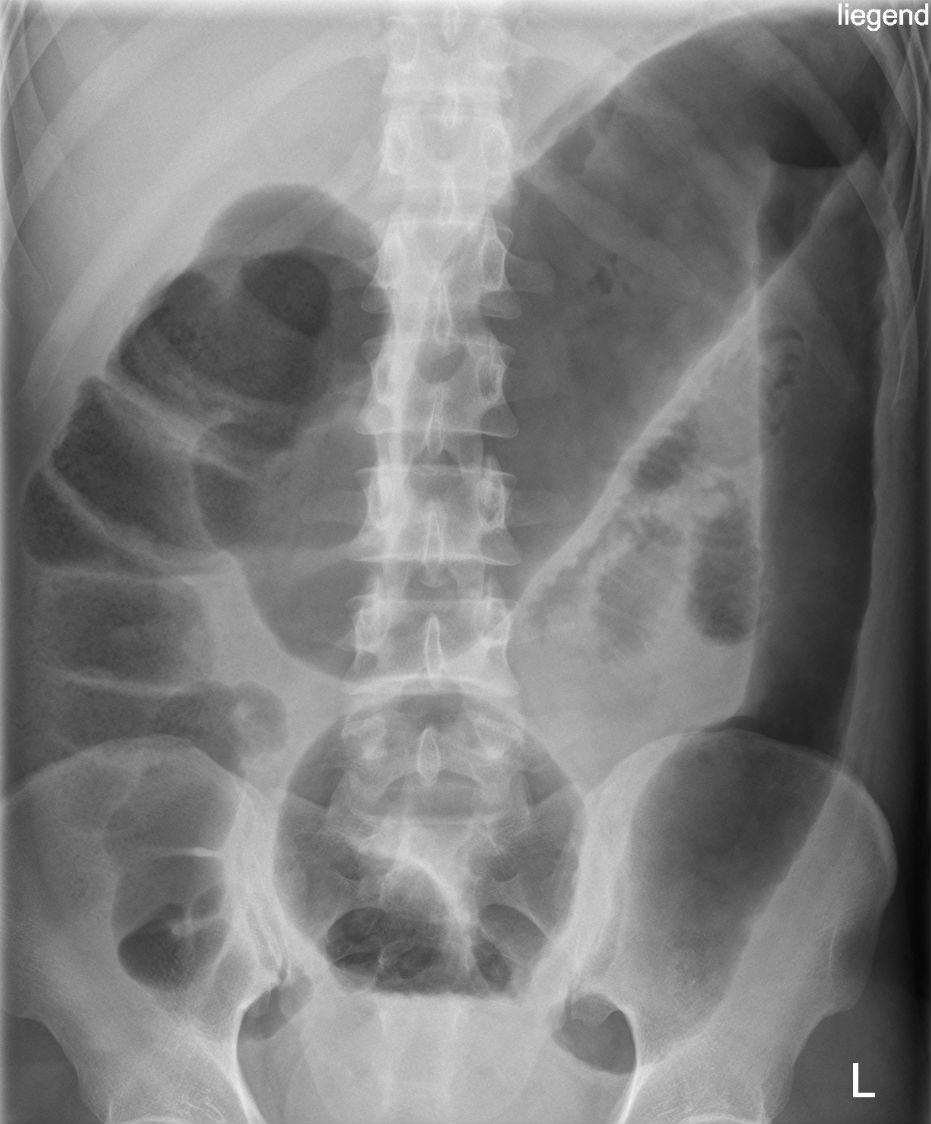
Röntgenübersichtsaufnahme bei toxischem Megakolon bei Colitis ulcerosa.

Als toxisches Megakolon wird eine seltene, aber lebensbedrohliche Komplikation vor allem bei der Colitis ulcerosa bezeichnet, die schnell voranschreitend (fulminant) zu einer akuten Erweiterung (Dilatation) des Dickdarms führt (→ Megakolon) und durch Entzündungen und eine septisch-toxische Zustandsform charakterisiert ist. Auch die Chagas-Krankheit, Morbus Crohn oder die pseudomembranöse Colitis können zum toxischen Megakolon führen.

## Symptome
Symptome sind neben einem schmerzhaft aufgetriebenen akuten Abdomen:
- Ileus
- Schock
- hohes Fieber (septische Temperatur)
- stark erhöhte Blutsenkungsgeschwindigkeit
- Tachykardie
- Anämie
- Störungen im Wasser-Elektrolyt-Haushalt

## Diagnostik
Die Diagnostik erfolgt durch Röntgen (→ Abdomenleeraufnahme).

## Therapie

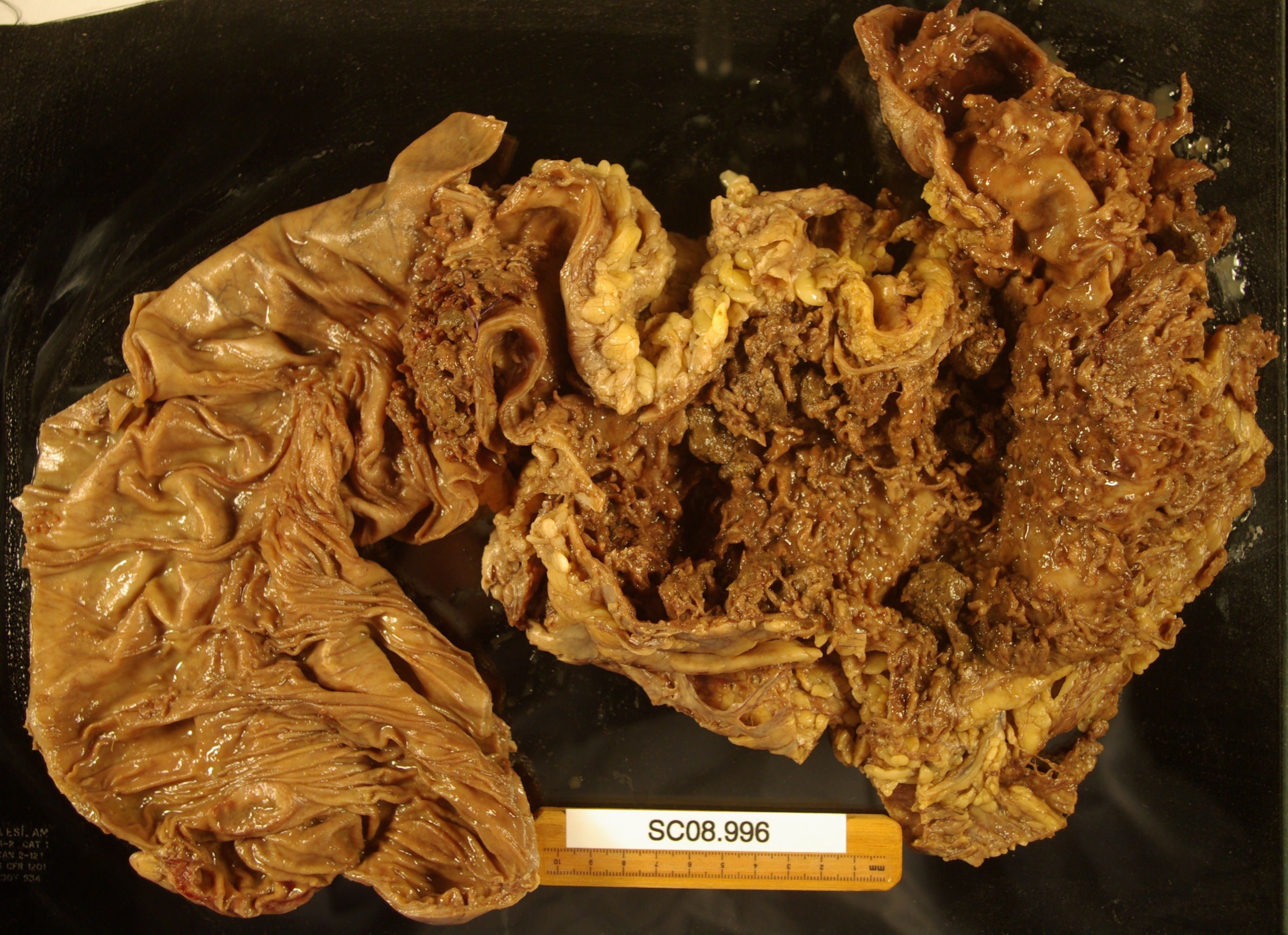
Präparat eines toxischen Megakolon

Das toxische Megakolon ist konservativ nur schwer beherrschbar, so dass die Therapie in der Regel operativ erfolgt. Dabei wird eine Entlastung des Darms, vorrangig mittels Anlage eines Ileostomas, angestrebt. Alternativ kommt eine operative Fistelung des Querkolons mit dem Sigmoid in Frage. Besonders bei Colitis ulcerosa ist eine Radikaloperation (→ Proktokolektomie mit ileoanaler Pouch-Anastomose) Mittel der Wahl.

## Histologie
Bedingt durch die autoreaktive Antwort der eingewanderten Granulozyten weisen Mucosa und Submucosa multiple Ulcera auf. Dadurch entstehen vor allem bindegewebige Nekrosen, die zu Dilatation und Perforationen des Kolons führen können.